# Campo di concentramento di Gonars
Il campo di concentramento di Gonars è stato un campo di concentramento realizzato dal regime fascista nell'autunno del 1941 presso Gonars, in provincia di Udine, e utilizzato per internare i civili rastrellati nei territori occupati dall'esercito italiano nell'allora Jugoslavia.

## La struttura
Il campo di Gonars, costruito appena fuori dall'omonimo abitato in un terreno lungo la Napoleonica, era costituito da due recinti distinti a circa un chilometro uno dall'altro, il campo A e il campo B, il quale a sua volta era diviso in tre settori, Alfa, Beta e Gamma. Era circondato da un alto filo spinato, con torrette di guardia con mitragliatrici e potenti fari che lo illuminavano a giorno.

## Storia

### La costruzione
Il campo era stato costruito nell'autunno del 1941 in previsione dell'arrivo di prigionieri di guerra russi, ma non fu mai utilizzato per questo scopo. Nella primavera del 1942 invece fu destinato all'internamento dei civili all'interno della “Provincia di Lubiana”, rastrellati dall'esercito italiano in applicazione della Circolare 3C del generale Roatta, comandante della 2ª Armata, nella quale si stabilivano le misure repressive da attuare nei territori occupati e annessi dall'Italia.

### Primo utilizzo: la repressione degli oppositori
Le due massime autorità civili e militari della Provincia di Lubiana, l'Alto Commissario Emilio Grazioli e il generale Mario Robotti, comandante dell'XI Corpo d'armata, attuarono le misure repressive: così ci furono fucilazioni di ostaggi, incendi di villaggi e deportazioni di popolazioni intere. Nella notte tra il 22 e il 23 febbraio del 1942 la città di Lubiana fu circondata interamente da filo spinato, tutti i maschi adulti furono arrestati, sottoposti a controlli e la gran parte di essi fu destinata all'internamento. In breve anche le altre città della "provincia" subirono la stessa sorte.
Gli arrestati furono portati nel campo di concentramento di Gonars, dove nell'estate del 1942 erano presenti già più di 6000 internati, ben oltre le possibilità ricettive del campo, che era allestito per meno di 3000 persone. A causa del sovraffollamento, delle precarie condizioni igieniche e della cattiva alimentazione, ben presto si diffusero varie malattie, come la dissenteria, che cominciarono a mietere le prime vittime.
In questo primo periodo nel campo si trovarono concentrati intellettuali, insegnanti, studenti, operai e artigiani; quindi tutti coloro che erano considerati potenziali oppositori e tra essi c'erano anche molti artisti che alla detenzione nel campo hanno dedicato molte delle loro opere. Sotto pseudonimo erano internati anche esponenti del Fronte di Liberazione sloveno, che sarebbero poi diventati dirigenti della Resistenza jugoslava. Alcuni di essi nell'agosto del 1942 organizzarono una fuga dal campo, scavando una lunga galleria sotto la baracca XXII. Dopo la fuga, la gran parte degli internati fu trasferita in altri campi che nel frattempo erano stati istituiti in Italia, in particolare a Monigo, a Chiesanuova e a Renicci nonché a Visco, in provincia di Udine, a pochi chilometri da Gonars.

### Seconda fase: la bonifica etnica

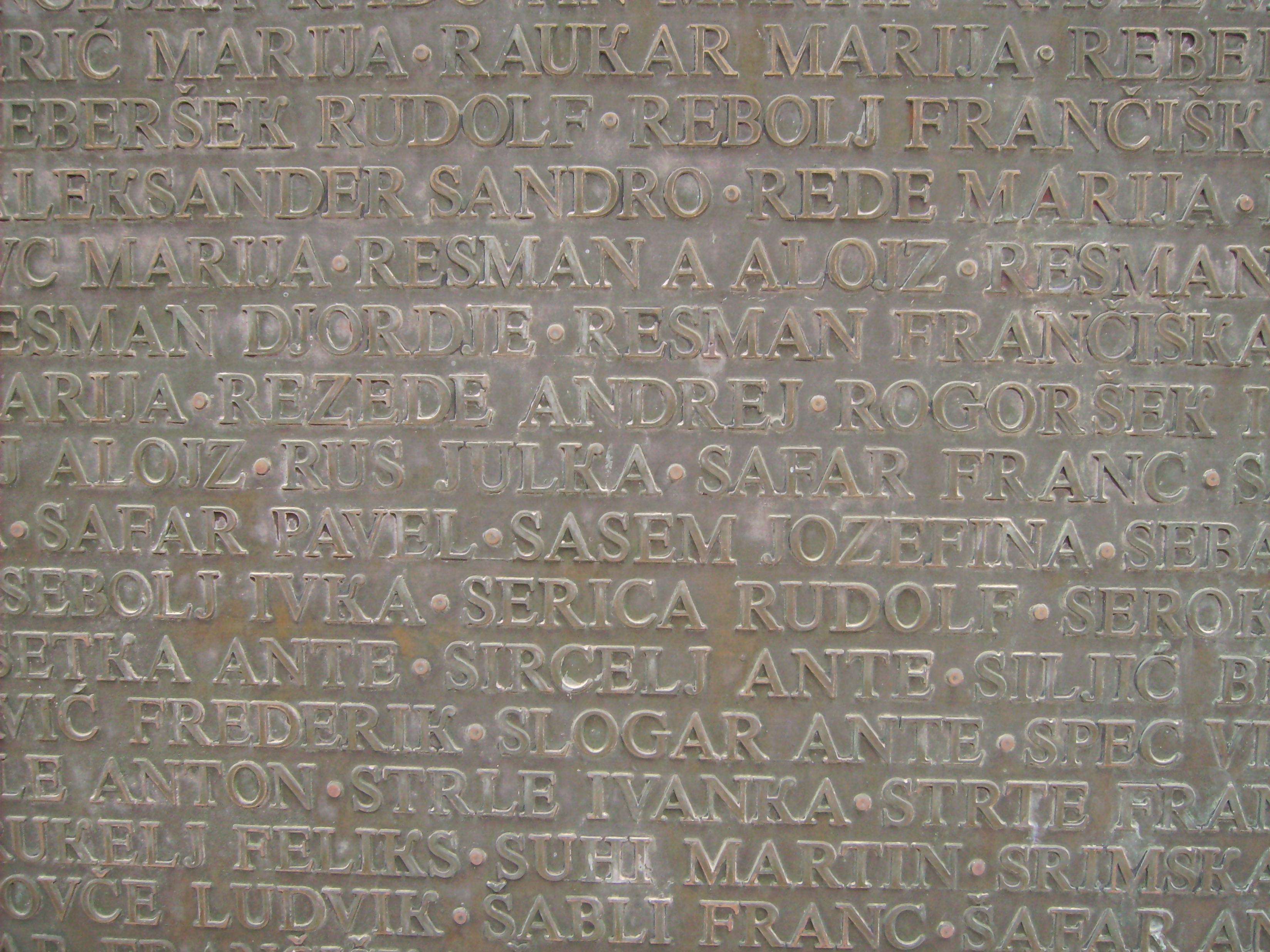
I nomi di alcune delle vittime di Gonars scolpiti nel monumento alla memoria

Il campo di Gonars si riempì ben presto di un nuovo tipo di internati: uomini, donne, vecchi e bambini rastrellati dai paesi del Gorski Kotar, la regione montuosa a nord-est di Fiume, e prima deportati a Kampor, nell'isola di Arbe. Qui nel luglio del 1942 il generale Mario Roatta aveva predisposto l'istituzione di un immenso campo di concentramento, destinato ad essere una delle tappe della "bonifica etnica" programmata dal regime nei territori jugoslavi occupati. Nell'estate del 1942 furono internati ad Arbe oltre 10.000 sloveni e croati, in condizioni di vita spaventose, in tende logore, senza servizi igienici né cucine. Infatti i campi di concentramento per jugoslavi erano organizzati dai comandanti dell'esercito italiano secondo il principio espresso dal generale Gastone Gambara: "Campo di concentramento non è campo di ingrassamento. Individuo malato = individuo che sta tranquillo".
Ben presto la mortalità ad Arbe raggiunse livelli altissimi e il generale Roatta decise di trasferire donne, vecchi e bambini a Gonars, dove, nell'autunno-inverno 1942-43, arrivarono migliaia di persone in condizioni di debilitazione estrema. Così, nonostante l'impegno umano di alcuni degli ufficiali e soldati del contingente di guardia, come il medico Mario Cordaro, nel campo di Gonars oltre 500 persone morirono di fame e di malattie. Almeno 70 erano bambini di meno di un anno, nati e morti in campo di concentramento. Dopo l'otto settembre del 1943 il campo venne occupato dalle truppe tedesche che costruirono in fretta e furia (grazie all'Organizzazione Todt e ai prigionieri) un raccordo ferroviario che dalla località Friulana Gas di Basiliano (linea ferroviaria Udine-Venezia) raggiunse il lager con ben tre ponti provvisori militari sul fiume Cormor. Il campo fu demolito e chiuso con la liberazione da parte degli Alleati.

### La chiusura
Come tutti gli altri campi italiani per internati jugoslavi, il campo di Gonars funzionò fino al settembre del 1943, quando, con la capitolazione dell'esercito italiano, il contingente di guardia fuggì e gli internati furono lasciati liberi di andarsene.
Nei mesi successivi il campo fu occupato dalle truppe tedesche e destinato a tutti i prigionieri rastrellati nel Friuli come campo di transito. 
Alla fine della guerra, la popolazione di Gonars smantellò il campo utilizzando i materiali per altre costruzioni, come l'asilo infantile, e così oggi delle strutture del campo non rimane più nulla. 
Nel 1943 il campo venne raccordato al Bivio Mortegliano sulla ferrovia Basiliano-Udine attualmente denominato Raccordo Friulana Gas.

## La memoria

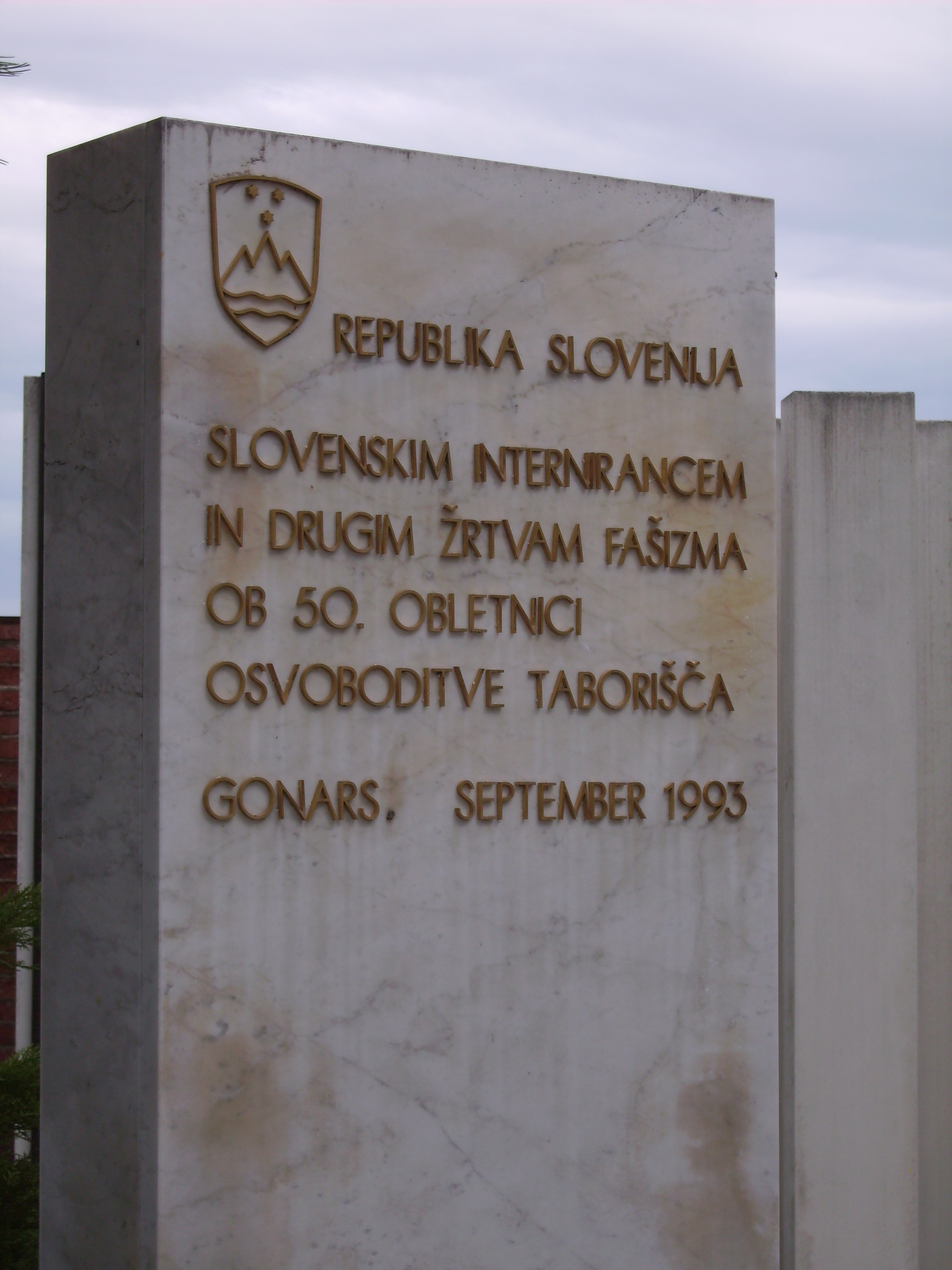
Stele commemorativa slovena che celebra le vittime del campo di concentramento di Gonars

Nel dopoguerra l'Ufficio Storico dello Stato maggiore dell'Esercito italiano con la lettera del 17/10/1959 prot. 7732/063 ha descritto il campo di concentramento di Gonars in modo molto diverso rispetto alle testimonianze degli ex internati. Inoltre, secondo l'Esercito non risulta siano stati internati nel campo anche cittadini italiani, fatto smentito dalla morte proprio di un cittadino italiano di lingua slovena, residente a Trieste.
A memoria di questo campo di concentramento, per iniziativa delle autorità jugoslave nel dicembre 1973 lo scultore serbo Miodrag Živković dell'Accademia di Arti Applicate di Belgrado, realizzò un sacrario nel cimitero cittadino dove in due cripte furono trasferiti i resti di 453 cittadini sloveni e croati internati e morti nel campo di concentramento di Gonars.
Nel 1993 in occasione del cinquantesimo anniversario dalla chiusura del campo (1943) il Comune di Gonars ha finanziato la pubblicazione di un libro a cura della prof.ssa Nadja Pahor Verri sul campo intitolato "Oltre il filo: storia del campo di internamento di Gonars, 1941-1943". In esso venne ricordata anche la figura del professor Mario Cordaro, ufficiale medico del campo e noto per la sua umanità nei confronti degli internati. Nel 1996 è stata pubblicata una seconda edizione del libro.
Nel 2003 in occasione del sessantesimo anniversario dalla chiusura del campo, il Comune di Gonars ha commissionato alla ricercatrice storica Alessandra Kersevan un nuovo libro sulla storia del campo, intitolato "Un campo di concentramento fascista. Gonars 1942-1943", più volte ristampato, che approfondisce alcuni temi del libro precedente.
Nel 2005 il Comune di Gonars, nell'ambito del progetto "The Gonars Memorial" finanziato dalla Commissione europea, ha promosso il documentario intitolato "The Gonars Memorial - Gonars 1942-1943: il simbolo della memoria italiana perduta", realizzato da Alessandra Kersevan e Stefano Raspa.
Alla fine del 2009 è stato anche inaugurato a cura del Comune di Gonars il Parco della Memoria nel luogo dove sorgeva il campo, con le riproduzioni delle opere fatte dagli internati.
Nel 2011 il regista Dorino Minigutti ha girato un film sulla storia dei bambini internati nel campo, intitolato "Oltre il Filo", sottotitolato in italiano, inglese, sloveno e in croato.
Ogni anno il Comune di Gonars organizza nel Giorno della Memoria e nel Giorno della Commemorazione dei defunti delle cerimonie commemorative per ricordare quanti perirono nel campo. A queste cerimonie partecipano anche autorità provenienti dalla Slovenia e dalla Croazia.

## Internati celebri

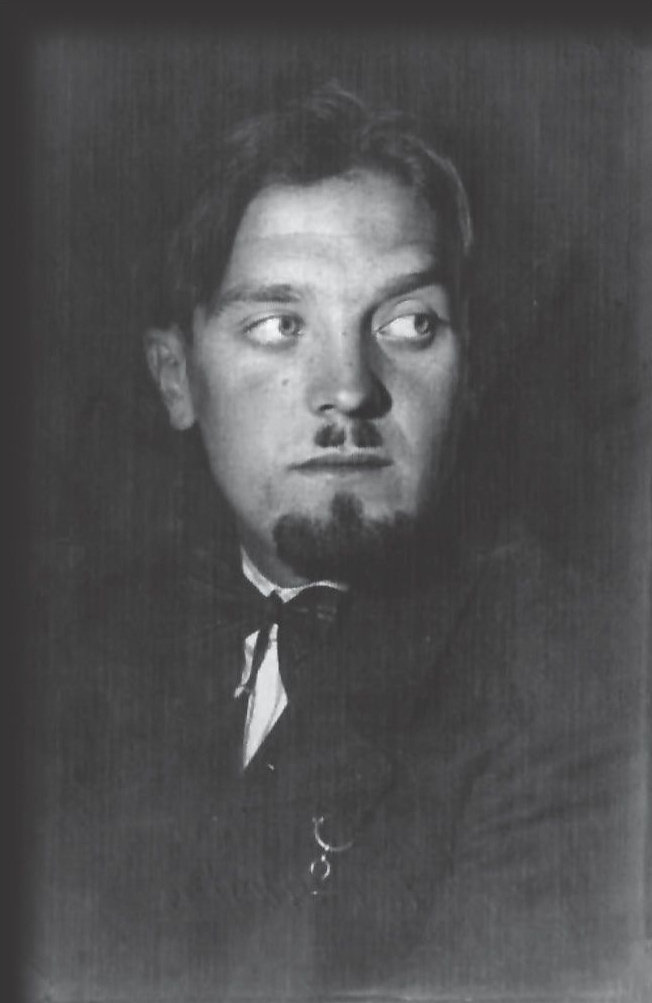
Nikolaj Pirnat

- Viktor Antolin, professore di filosofia
- France Balantič, poeta sloveno
- Alojz Slavko Balentin, pittore sloveno
- France Bučar, politico sloveno
- Alojz Gradnik, poeta sloveno
- Bogo Grafenauer, storico sloveno
- Zora Konjajev, pediatra slovena
- Boris Kraigher, politico sloveno
- Stane Kumar, pittore e pedagogo sloveno
- Vasilij Melik, storico sloveno
- Frane Milčinski, attore e poeta sloveno
- Nikolaj Pirnat, pittore e scultore sloveno
- Leon Rupnik, generale sloveno
- Jakob Savinšek, scultore e poeta sloveno
- Bojan Štih, critico letterario sloveno
- Bogdana Stritar, cantante lirica slovena
- Aleš Strojnik, scienziato sloveno
- Nada Vidmar, cantante lirica slovena
- Anton Vratuša, politico sloveno
- Vitomil Zupan, scrittore sloveno

## Filmografia
- The Gonars Memorial - Gonars 1942-1943: il simbolo della memoria italiana perduta (Gonars: the symbol of Italian lost memory), Comune di Gonars, Alessandra Kersevan e Stefano Raspa, Udine, 2005.
- Oltre il Filo (Over the Line - Onstran žice - Iza žice), Dorino Minigutti, Udine, 2011.[19]
- Strah ostane (Fear Remains - La paura rimane), RTV Slovenia, Ljubljana, 2014. Documentario in sloveno sottotitolato in inglese